# Stefani Bisbiku
Stefani Bisbiku –en griego, Στεφάνι Βισμπίκου– (Atenas, 27 de junio de 1968) es una deportista griega que compitió en gimnasia artística. Ganó una medalla de bronce en el Campeonato Europeo de Gimnasia Artística de 2007, en la barra de equilibrio.

## Palmarés internacional
| Campeonato Europeo | Campeonato Europeo       | Campeonato Europeo | Campeonato Europeo |
| Año                | Lugar                    | Medalla            | Prueba             |
| ------------------ | ------------------------ | ------------------ | ------------------ |
| 2007               | Ámsterdam (Países Bajos) | Medalla de bronce  | Barra              |